# Friedrichové

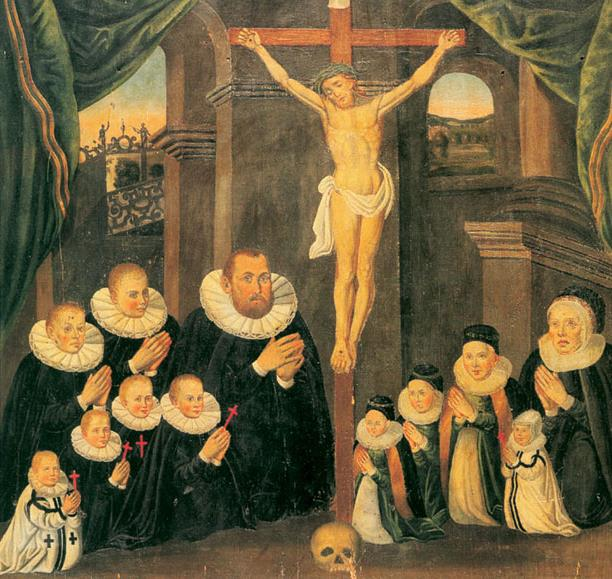
Sklářský mistr Martin Friedrich mladší s rodinou (kolem roku 1596).

Friedrichové je příjmení významného rodu česko-německých sklářů v severních Čechách v okolí města Chřibská. 
Členové tohoto rodu se již od doby svého vzniku na konci vrcholného středověku až po dnešek vždy věnovali výrobě a obchodu se sklářskými výrobky. To z nich činí pravděpodobně nejstarší známou sklářskou rodinu na světě.

## Historie rodu

### Pozdní středověk
V devadesátých 20. století letech objevili archeologové na samotě zvané Friedrichsdorf v nejsevernější části Čech sklárnu, která fungovala již kolem roku 1250. Podle posledních výzkumů toto místo pravděpodobně vděčí za svůj název lokátorovi a prvnímu huťmistru Friedrichovi.
První známá doložená zmínka o Friedrichovské sklárně pochází z roku 1433.

### Novověk
Severní Čechy zůstaly jednou z nejdůležitějších oblastí působení sklářského výtvarníka Friedricha, a to až do roku 1689, kdy slavná rodová huť v Horní Chřibské přešla do jiných rukou. 
Huť Horní Chřibská byla přední sklárnou v období středoevropského renesančního skla. V té době se Martin Friedrich mladší stal sklářským mistrem braniborského kurfiřta Jáchyma Bedřicha a uměnímilovného císaře Rudolfa II.

## Rozšíření
Jako většina sklářských rodin byli také Friedrichové příznivci cestování. Proto lze členy rodu nalézt téměř ve všech moderních sklářských centrech, zejména ve východní střední Evropě. Členové rodiny Friedrichů působí nebo působili jako skláři celkem v deseti dnešních evropských zemích. Sklářské dějiny psali členové jejich hutnické dynastie ve východních Čechách, Slezsku, Kladsku a v oblasti Českomoravské vrchoviny, ale také v Tyrolsku a Dolním Štýrsku.

## Významní členové rodu

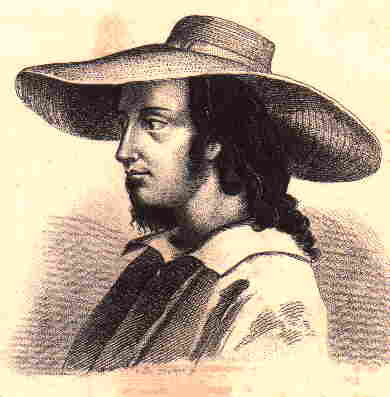
Tadeáš Haenke

- Martin Friedrich mladší (kolem roku 1550 – 1612), huťmistr v Horní Chřibské a dvorní sklářský mistr císaře Rudolfa II. a kurfiřta Jáchyma Bedřicha Braniborského
- Tadeáš (Thaddäus) Haenke (1761, Chřibská – 1816, Cochabamba, Bolívie), průzkumník a polyhistor (mj. geograf, botanik, astronom, chemik, hudebník a filozof)[2]
- Friedrich Egermann (1777, Šluknov–1864, Nový Bor), malíř skla, sklářský technolog a podnikatel [3]